# 死と文化

C. Allan Gilbertによる"All IsVanity"。生と死の間の絡み合いを示唆している。

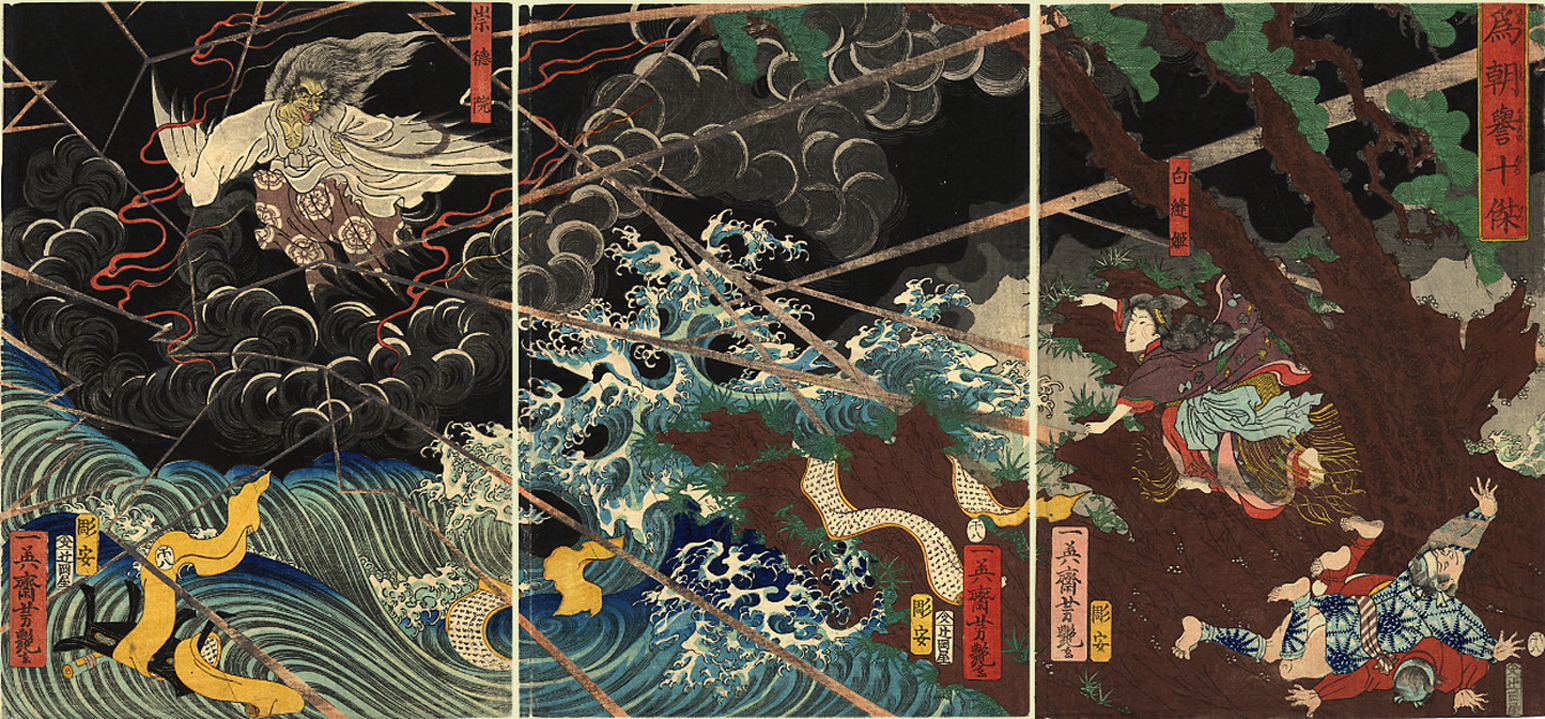
歌川芳艶による崇徳天皇の絵。怨霊で有名な同氏だが、怨霊は本質的には不完全な生が死に直面して起こる。

死と文化（しとぶんか、death and culture）では、世界中の様々な文化における死と、その文化、死に関する倫理的問題等について取り上げる。死とは、生命維持プロセスの恒久的な終結、すなわち人間のすべての生物学的システムが機能しなくなった時を指す。死とその精神的な影響は、世界中であらゆる方法で議論されている。ほとんどの文明においては、霊的な伝統を通し、発達した儀式で死者を処分している。

## 遺体処理
ほとんどの文化ではエンゼルケアが終わった後、肉体の著しい崩壊が始まる前に親族や友人などによって、体の儀式的な処分を手配される。アメリカ合衆国では、これはしばしば火葬か土葬のどちらかとなっている。

### 種類
- 火葬
- 土葬
- 鳥葬
- ミイラ化 - 多くの宗教で聖者や偉人の遺体を長期間保存し、崇拝対象とした。
  - 【キリスト教】不朽体。
  - 【仏教】即身仏。
  - 【インカ】皇帝の遺体が高度な技術でミイラ化され、聖地であり首都のクスコに祀られた[1]。
  - 【エジプト】オシリス神のように死後に復活するため保存された[2]。神殿に祀るため、神の化身である数百万匹の動物が人工的にミイラ化された[3]。

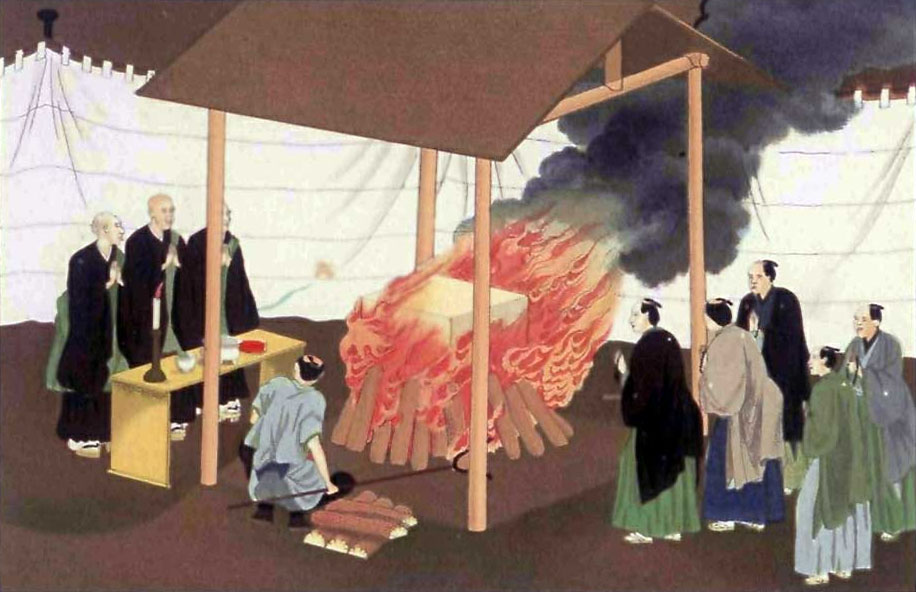
火葬
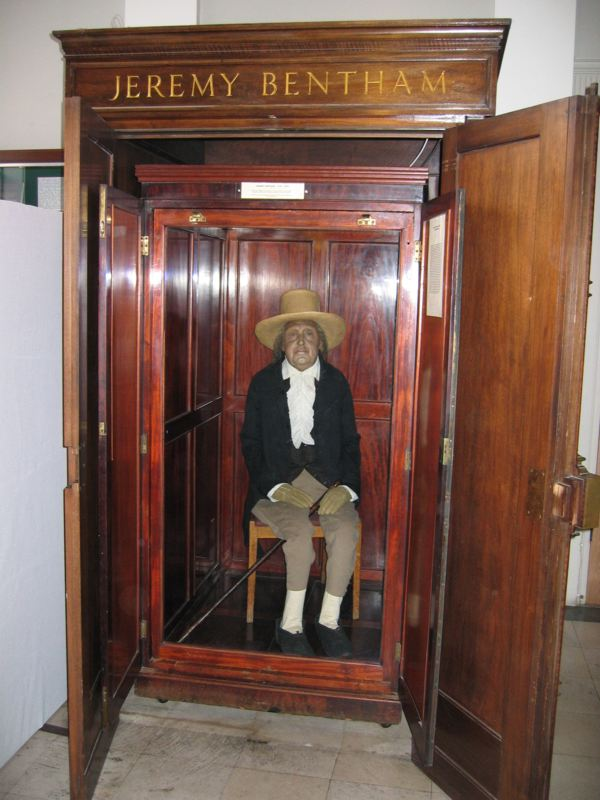
ジェレミ・ベンサムのミイラ

## 人文科学・社会科学

### 歴史学
歴史学者かつホロコースト研究者ティモシー・スナイダーの『ブラッドランド』によれば、死や殺害に価値・意味を見出すことには危険が伴う。一つは、価値・意味といったものが、死や殺害と同一視される危険である。もう一つは、そのような価値や意味を求めることで、死亡数や殺害数がさらに増加する危険である、と言う。

## 文学・芸術に描かれた死

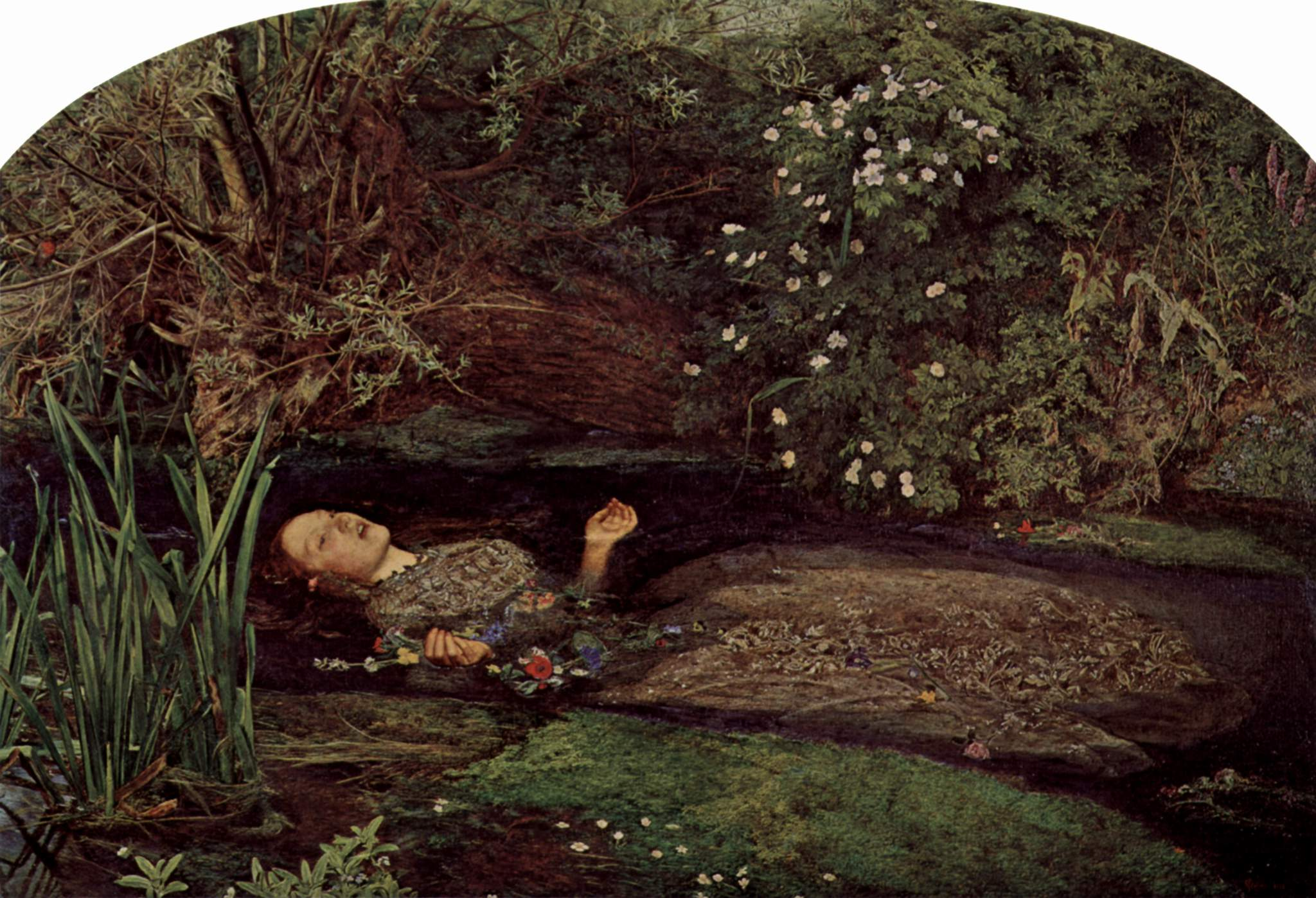
『オフィーリア』、ジョン・エヴァレット・ミレー画（1852年）

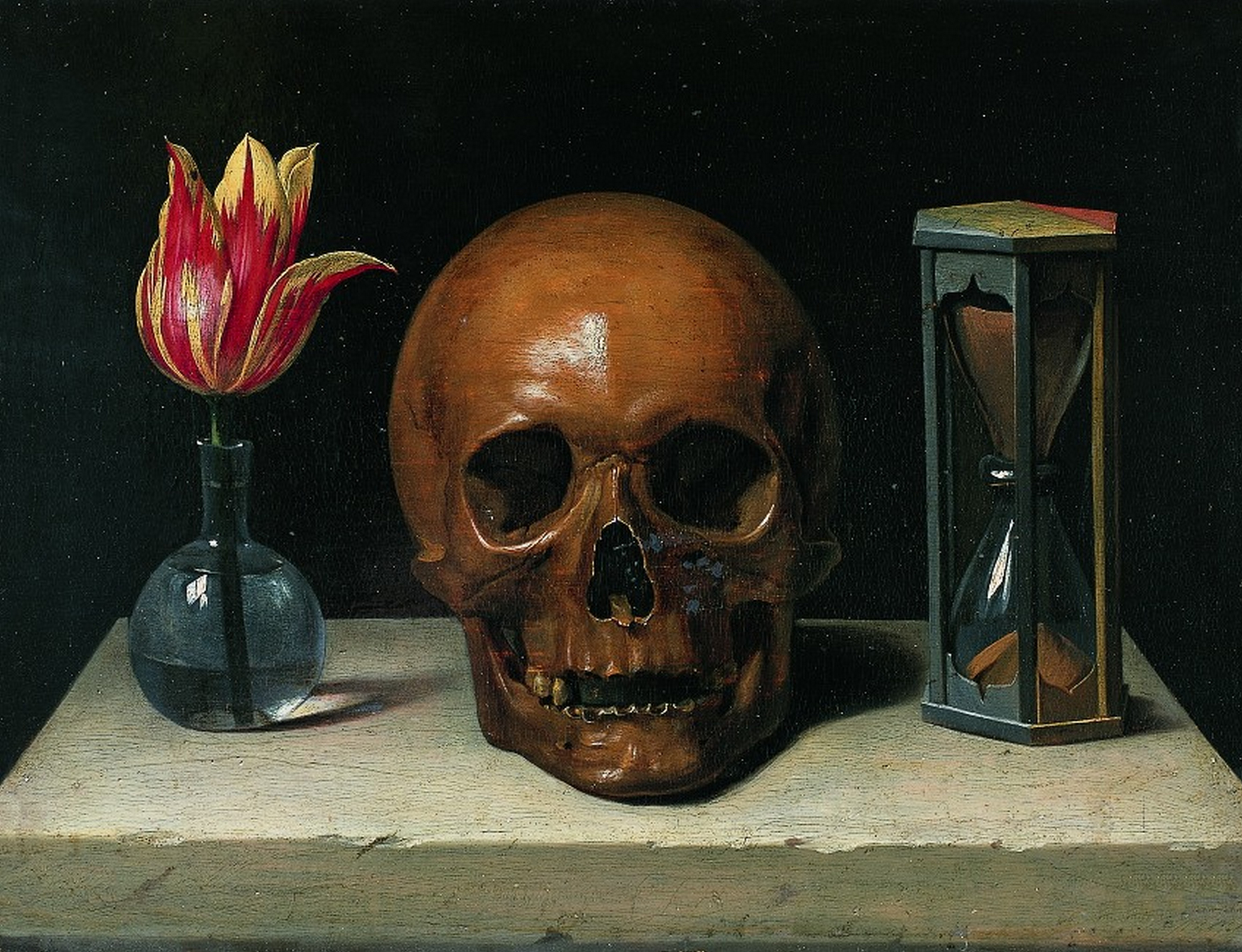
フィリップ・ド・シャンパーニュの油彩画『ヴァニタス』 （"Vanitas"、17世紀）。花・髑髏・砂時計がそれぞれ命・死・時間を象徴している。

文学作品の多くは、死とその風景をモチーフ、あるいは利用してきた。
モチーフとしての用い方としては以下のようなタイプがあるという。
- ストーリーの発端に死を置くもの（『源氏物語』や、『罪と罰』、『ハムレット』など）
- 死の強烈なイメージを中心的に提示するもの（『若きウェルテルの悩み』や、『オイディプス王』など）
- 意味と無意味の境界として死をテーマ化するもの（推理小説）[5]。

死の風景は時代と場所によってその描かれ方に類型が見られる。ギリシャ叙事詩においては、戦士達の誇り高き死が頻繁に現われる。近代フランス文学では、例えば、『ゴリオ爺さん』や『ボヴァリー夫人』に見られるようなベッドの上の死の情景と、陰で遺産の計算をする看病人逹の冷やかな様子が頻繁に描かれた。日本の私小説作家達は、自殺や心中のモチーフを頻繁に用いた。
文学的な人物の死とは何か、というテーマに関しては、文学理論家のミハイル・バフチン（1895-1975年）は「美の条件は空間的な境界と時間的な終りを持つことであり、死は文学作品の人物を美的形象とする契機となる」という考え方を提示した。
西洋では20世紀の前半に、ハイデッガーやユンガー、ブランショらが、死すべき存在としての人間を肯定的に捉えようとした。
古井由吉（1937年-）は『仮往生伝試文』をはじめとする作品群の中で、死と自己とのかかわり合いを特異な文体で描き出した。死が、対立事項でもなく、恐怖の対象でもなく、ともかくも生が続く限り常にからめとられざるを得ないものとして、描かれている。

## 死にまつわる様々なイメージ

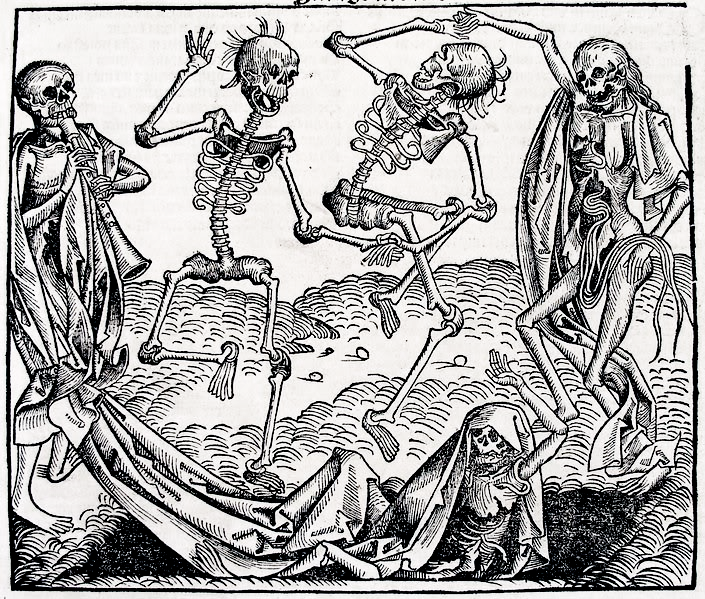
死の舞踏。ハンス・ホルバインによる版画。（1493年）

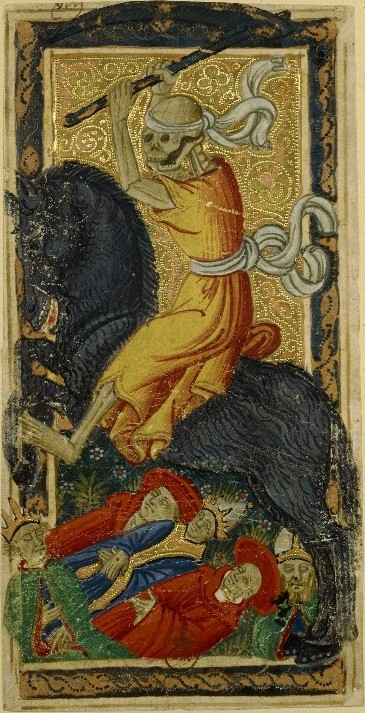
タロットの「死神」。15世紀の作品。

かつて、死は死神や悪魔によってもたらされる、というイメージで理解されたり語られたりすることも多かった。
ロシア語で「死」を意味する単語（смерть）が女性名詞であるため、ロシアでは、死は一般的に老婆の姿でイメージされる。

### 色
色では、死は黒で表現されることが多い。トリアージでは、死亡及び救命不可能をあらわすカテゴリー0 は黒で表現される。喪服は一般に黒であり、訃報は俗に黒枠（black letter）とも呼ばれる。これは欧米において死者が白い服を着ているというイメージから、白が死を連想させる色として忌み嫌われたためである。死神の像は、鎌を持った髑髏が、黒いマントを着た姿で表現される。これも花嫁の衣装が魔物から身を守るために幽霊の着るような白い色をしているというのを鑑みれば、むしろ死神は死者ではなく異界からの殺人者（生者）の象徴であるといえよう。
また、血のイメージである赤系統の色が死の表現として用いられる場合もあるが、逆に血の色のイメージから活発、健康といった生のイメージをも指す場合も多い。
中国では白が喪服の色であるため、白い色が死を連想させやすい。また、日本でも西洋の文化が急速に入ってくるまでは喪服も死装束も白であった。

### 数字
また死と数字については、日本など漢字文化圏の国では数字の四の読みが「死」を連想させることから、ホテル、旅館、モーテル、国民宿舎などの宿泊施設の客室番号などで「4」が避けられることがある。（階番号は除く（例:401号室））更に、日本では、数字の 42（四十二）の「し・に」の読みが「死に」に聞こえるとして凶運とされ、客室番号やナンバープレートでは「42」が避けられる場合が多い。（プロ野球等のスポーツの背番号においても「42」は外国人選手が付ける場合が多い）。一方キリスト教圏では13が避けられる。これはキリストが十字架に掛けられ処刑されたきっかけとなったユダに関連づけられていることがある。

### タロット
タロットカードにおける死のカードは、死そのもののほか、破滅、損失、失敗、災難、危険、愛の終わりなどを象徴する。マルセイユ版タロットカードでの死は「13番」と呼ばれ、明確な名前はない。それは「死」を口に出してはならないからである。

### 再生、安らぎのイメージ
死は「新たな旅立ち」や「再生」を意味することもある。この中には大地への帰還（地より生まれて地に帰る）の思想のほか、再生に絡み胎内回帰的なイメージを持つ場合もある。沖縄の亀甲墓は女性の子宮を意味しており、胎内回帰と再生を祈ったシンボルであるという。この他、死を「永遠の安らぎ」や「安息」と称することもある。
人々は元来、日常的に多くの人の死を自分の眼で見ていた。だが、今日の日本を含む先進国に限れば、病気や怪我による死は病院の中で扱われ、老衰による死は老人ホームの中で扱われるなど、死は人々の日常から切り離されており、人々は死について曖昧模糊としたイメージしか持たない傾向が見られる、という。死が常に日常と隣り合わせにあった時代には、より密接で現実的なイメージを持っていた。
「現代社会では、死は記号化され、曖昧なイメージしか持たない」と述べる人もおり、「終わり」や「開放」、更には死のイメージにカタルシスを求める者すら見られる、ともされる。

## 死の受容

### 哲学と死の受容
古代ギリシアのプラトンは、哲学を「melete thanatou （死の練習）」と見なし、魂の永遠性を信じて平然と死ぬことができるように心の訓練をすることが哲学をすることであるとした（『パイドン』）。
また、同じく古代ギリシアの快楽主義として知られる哲学者エピクロスは、著書メノイケウス宛の手紙にて、死についてこう語っている。
ドイツの哲学者マルティン・ハイデッガーは主著『存在と時間』において、人の存在様式の哲学的概念として自身の「現存在」という特徴的用語を用いて「死は現存在が自己に先んじてそれにかかわるもの」とし、「現存在」を「死にかかわる存在」と規定する。また、平均的日常性 ＝ 「ひと」の世に頽落している現存在は死に対する非本来的存在様式であるとし、実存の目覚めとしての本来性への立ち返りのために「先回りして死に近づく覚悟性」の必要を説く。ハイデッガーの死についての考察は、デンマークの哲学者セーレン・キルケゴールの実存思想、ロシアの小説家フョードル・ドストエフスキーの作品などに依拠しており、戦後の日本の哲学者にも強い痕跡を残している（実存主義#歴史参照）。
オーストリア出身でハイデッガーと同時代の哲学者ルートヴィヒ・ウィトゲンシュタインは、第一次世界大戦の塹壕戦に一兵卒として参戦中に著述した『論理哲学論考』において、「死は生の出来事ではない。人は死を体験することが出来ない」(6.4311) とする。また、永遠とは無限の時間持続ではなく無時間性のことであるならば、現在を生きる者は永遠を生きるとし、「われらの生に終わりはない。われらの視野に限りはないのと同じように」と結ぶ。続いて、ウィトゲンシュタインは6.4312において、人の魂の時間的な意味での不死が、それだけでは我々のいわゆる「人生の謎」を解くための助けにならないことを指摘する。
哲学者の樫山欽四郎は、『哲学概説』において、人の本質的な特性として「死を自覚する存在」であることを挙げ、「死を知ることがなければ、人はこれほど楽なことはない」という趣旨の言葉を述べている。人が他の生物と異なる1つの特徴は、人は全て（そして自分自身も）やがて死ぬということを「知っている」ことだともいう。
自己が死ぬことを知っているがゆえに、人の哲学的営みは始まるのだともされる。死を知ることは哲学への契機でもあり、また宗教への契機でもある。一般に人は、生の意味を問いかけるのと同様に、死の意味をどのように受け止めるか受け入れるか、一生をかけて問いかけ続けているともいえる。また、哲学者三木清は「死は観念である。」として、生や病気と対比的に扱いながら思想を展開している。
我々は世間的日常性において、誕生を以て「生の始まり」、死を以て「生の終わり」と見なす。しかし、我々は実存的地平においては自らの誕生を体験することはなく、我々の生は既に始まってしまっているものとしてそれぞれ個人の眼前に立ち現れる。これを裏返せば、我々は眠りの瞬間を体験することがないように、「生の終わり」としての死を体験することもないのであると解釈することも可能であろう。
ハイデッガー的に言えば、世間的日常性に頽落（）した人が何かのきっかけに実存的覚醒に至り「死に関わる存在」として現存在の本来性に立ち帰った時、それまで当たり前に知っていたはずの「生の終わり」としての抽象観念に過ぎない「死」が眼前から消失してしまうことによって、「死は存在しない」という言い表しがたい奇妙な実感に襲われることは起き得るのである。

### 死の人称による分類

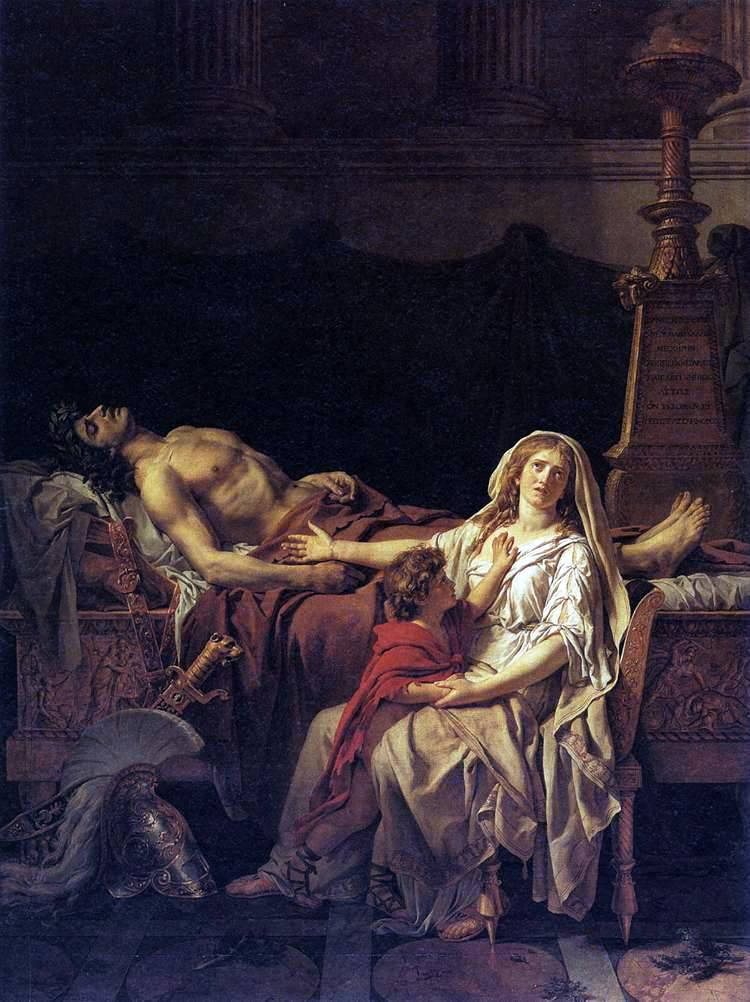
ヘクトールの死を嘆き悲しむアンドロマケー（1783年）。ジャック＝ルイ・ダヴィッド画

哲学者ジャンケレヴィッチは、人称による死の分類を提唱した。
1. 一人称の死：英語での人称「I」にあたる。自分の死。
2. 二人称の死：英語での人称「you」にあたる。親しい者の死。自らの大きな人生経験として受け止められ、愛着があるために悲哀などの感情が起こる。この死に接することで、次は自分の死であると自覚させられるのだ、という。
3. 三人称の死：英語での人称「it」「he」「she」などにあたる。いわば無関係な人物の死。二人称の死が取り替えのきかない存在であるのに、無関係な人物の死でも置き換えられる点に特徴がある。

### 死の受容についての研究
人が死をどのように受容するかについては、近年になってようやく真摯に研究されるようになってきた。
かつては、例えば、フランソワ・ド・ラ・ロシュフコー（1613年 - 1680年）は「箴言集」で「死を理解する者はまれだ。多くは覚悟でなく愚鈍と慣れでこれに耐える。人は死なざるを得ないから死ぬわけだ。」などと述べていた。
突発的事故などで襲ってくる死の場合は、人は死について考える余裕さえない。回復の見込みのない病にかかり、医師などから余命が数か月と宣告されるような場合、人は、自分が死なねばならない、じきに死ぬ、という事実に向き合うことになる。死の定めをどう受け入れるか、さまざまな試みを行う。
死を自覚した人は、一体どのように自己の死の事実と向き合い、どのようにその事実を拒否したり受け入れたりするのか? キューブラー＝ロスは、実際に多数の「死に行く人」と言葉を交わし心理治療に従事した経験を総合することで、多くの人が辿る「死の受容への過程」を、次のような段階的モデルで示してみせた。
第一段階：「否認と孤立」
病などの理由で、自分の余命があと半年であるとか三か月であるなどと知り、それが事実であると分かっているが、あえて、死の運命の事実を拒否し否定する段階。それは冗談でしょうとか、何かの誤りだという風に反論することで、死の事実を否定するが、否定しきれない事実であることが解っているが故に、事実を拒否、否定することで事実を肯定している周囲から距離を置くことになる。
第二段階：「怒り」
拒否し否定しようとして、否定しきれない事実、宿命だと自覚できたとき、「なぜ私が死なねばならないのか」という「死の根拠」を問いかける。このとき、当然、そのような形而上学的な根拠は見つからない。それゆえ、誰々のような社会の役に立たない人が死ぬのは納得できる。なぜ自分が死なねばならないのか、その問いの答えの不在に、怒りを感じ表明する。
第三段階：「取り引き」
死の事実性・既定性は拒否も出来ず、根拠を尋ねて答えがないことに対し怒っても、結局、「死に行く定め」は変化させることができない。死の宿命はどうしようもない、と認識するが、なお何かの救いがないかと模索する。この時、自分は強欲であったから、財産を慈善事業に寄付するので、死を解除してほしいとか、長年会っていない娘がいる、彼女に会えたなら死ねるなど、条件を付けて死を回避する可能性を探ったり、死の受容を考え、取引を試みる。
第四段階：「抑鬱」
条件を提示してそれが満たされても、なお死の定めが消えないことが分かると、どのようにしても自分はやがて死ぬのであるという事実が感情的にも理解され、閉塞感が訪れる。何の希望もなく、何をすることもできない、何を試みても死の事実性は消えない。このようにして深い憂鬱と抑鬱状態に落ち込む。
第五段階：「受容」
抑鬱のなかで、死の事実を反芻している時、死は「無」であり「暗黒の虚無」だという今までの考えは、もしかして誤っているのかもしれないという考えに出会うことがある。あるいはそのような明確な考えでなくとも、死を恐怖、拒否することで、回避しようと必死であったが、死は何か別のことかも知れないという心境が訪れる。人によって表現は異なるが、死んで行くことは自然なことなのだという認識に達するとき、心にある平安が訪れ「死の受容」へと人は至る。
ただしこれは、キューブラー＝ロスが多数の「死に行く人」の事例を観察して得たひとつの範型であって、人が全員、以上のような段階を経て、死の受容に至るわけではない。色々な自己の死との向かい合いがあることを、ロス自身も認めている。
いずれにせよ、人が死を受け入れて尊厳を持って死に臨めるようにするためには、周囲の理解と協力が必要不可欠である、ともされる。

### 医療の場におけるスピリチュアルケア
医療の現場（病院、あるいは死を覚悟せざるを得ない人々が多くいるホスピスなどのターミナルケアの場）では、人は「病気であることの意味」・「生かされていることの意味」・「死ぬことの意味」などに関して様々な疑問を抱き苦痛を感じる。このような痛みは「スピリチュアルペイン」と呼ばれる。欧米の医療では伝統的に、このような痛みを和らげるサービス、すなわちスピリチュアルケアを提供するしくみが整っている。日本の医療の場では長らく対応が遅れていたが、1990年代に入ってから徐々に進展が見られるようになった。

### ポジティブな受け入れ
前述のごとく、死を哀しい出来事だとする文化・宗教がある一方で、死を喜ばしい出来事だとする文化・宗教もある。
死を哀しい出来事だとする文化圏・宗教では、自分と親しい人間の死が訪れた時などは涙している。だが、死は新たなる世界への旅立ちとしている文化圏では、笑顔で送り出す。死という人間の極自然の流れを考えることは愛するものの死への悲しみを和らぐことができる。
エリザベス・キューブラー＝ロスの書籍に以下のような表現があるという。
アメリカ・インディアンのプエブロ族には「今日は死ぬのにもってこいの日だ」という言葉も伝わっている。

## 死後の世界

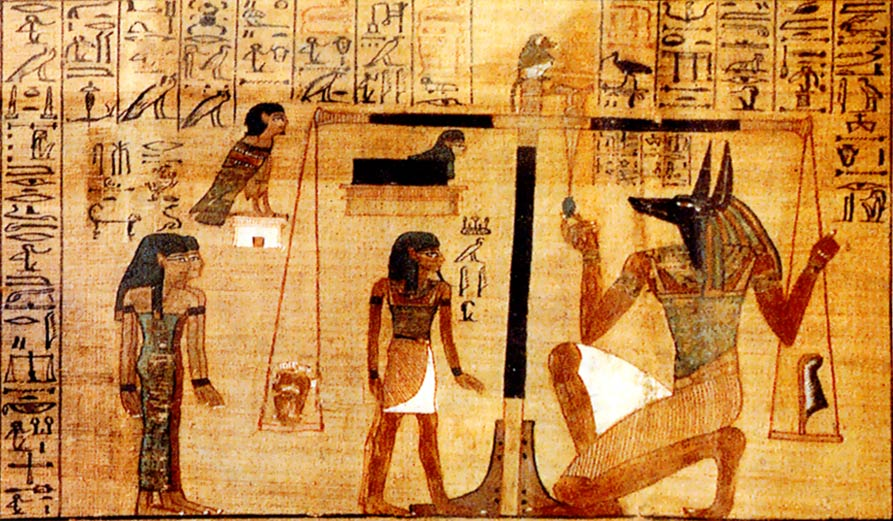
古代エジプトの『死者の書』は死者のための死後世界マニュアルであった。

宗教では、いわゆる「死」とは、あくまで現世における肉体が滅ぶことに過ぎず、魂（霊魂）は永遠に生き続ける、としていることが多い。多くの文化で、死に関して様々な表現を用いている。「死」は、信仰や世界観が異なると表現も大きく異なる。

### 古代エジプト
古代エジプトでは、人は死によって魂が一旦肉体を離れるものの、再び同一の肉体に戻ってくるとされていた。再び戻ってくるための肉体を残しておくためにミイラを作成した。

### キリスト教

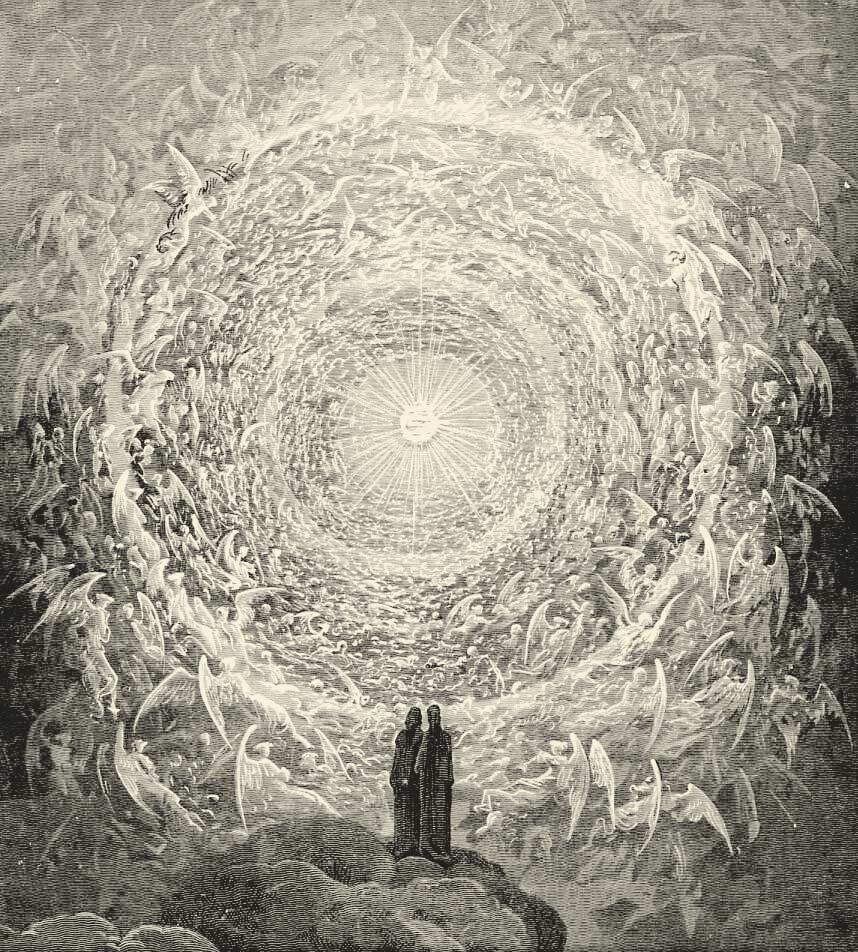
ダンテの『神曲』。主人公とベアトリーチェが天国の至高天に臨む場面。（19世紀の挿絵）

キリスト教においては、「死」とは人類の祖であるアダムとイブが神から離反したことによる罪とされている。イエス・キリストを信じることでこの罪は清算され、永遠の生命を得て復活すると考えられている。多くの教派ではそれらを簡便に天国に行くこと、としていることが一般的である。多くのキリスト教では「帰天」「昇天」「召天」と表現し、正教会では「永眠」と表現する。非キリスト教徒（洗礼を受けていないことを基準とする）の場合は地獄や煉獄へ行くとされることも多いが、「復活する」という教義を根拠に「死」を無存在状態と定義し、永遠の責め苦たる地獄を否定する教派も存在する（聖公会やセブンスデー・アドベンチスト教会など）。洗礼を受ける前に死んだ幼児の扱いは歴史的に議題となってきた。キリスト教徒の悪人の行方は宗派や神学者ごとに異なる。

### 聖書
アダムが罪を犯した際、「あなたは塵だから塵に帰る」と神に言われた。死者は基本的には何も出来ない状態とされている。死人には復活の可能性がある事をイエスは教えた。復活の奇跡を何件か行なっており、イエス自身も復活した事になっている。死は「最後の敵」と形容され、除き去られる事になっている。死者は罪から開放されているとパウロは述べた。

### インド発祥の宗教
古代インドのヴェーダ聖典においては、人間の肉体は死とともに滅するが、その霊魂（アートマン）は不滅だと信じられていた。ウパニシャッドでは、肉体の死の後、アートマンの前には2つの道があり、一方はブラフマンに至る道であり、他方は地上において再び1つの肉体を得て再生する道である、とされた（輪廻）。

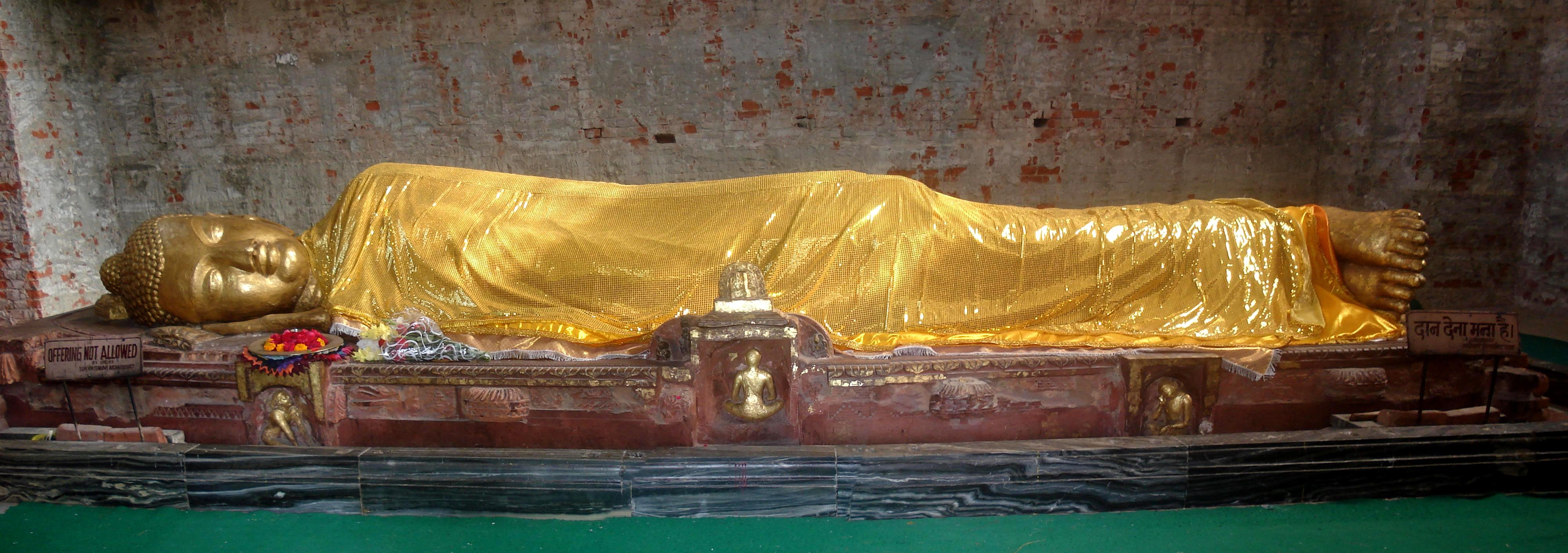
「入寂」する仏陀

釈迦が説いた教え（仏教）でも、インド哲学に基づく輪廻の考えを引き継ぐが、常一主宰の自我（アートマン）の存在を否定して無我説に立つ。釈迦は「死んだら無になる」といった唯物論（断見）を、六師外道として位置付け否定している。

### 日本の神道と仏教
『古事記』においては死の起源は、イザナギが、カグツチノカミを産んで「神避り」したイザナミを黄泉の国へと再会しに行き、その姿を見て慄いた事により追われ、現界へ逃げ帰る時に、イザナミが「1日に1000人殺す」と脅した事とされている。一方でイザナギは「1日に1500人を生まれさせる」と返しており、これは世代交代の起源であると見ることができる。この説話にちなみ、イザナミには黄泉津（よもつ）大神の異名が与えられている。
神道では、黄泉の国・彼岸へ行くと考えられたりもした。日本では、神道的な世界観に基づいた表現である、「冥土へ旅立つ」「帰幽」（幽界へ帰る）などの表現を用いる人も多い。また日本では、古代に言霊の思想などもあり、「死」という語を声に出したり書にしたためたりすることは忌まわしいと考え、これを禁忌（タブー）として扱ってきた。

阿弥陀二十五菩薩来迎図。鎌倉時代。知恩院所蔵。

日本の仏教では、宗派により考え方は異なっており、輪廻転生があり、悟りを得た者は輪廻から解放される（解脱する）としている宗派もあるが、輪廻転生はしないという宗派もあり、そのような事柄については、どちらだとも説明しない宗派もある。
ただ、信者の死は、輪廻転生思想に準じた「あの世へ行く」「他界」「往生」「成仏」などと言うことが多い。高僧の死は「寂」「入寂」「入滅」「遷化」などともいった。
また「鬼籍に入る」という、勧善懲悪的な世界観に基づいた表現、あるいは仏教での表現、も用いられることがある。

#### その他の日本における死の表現
上記の各宗教における表現以外にも、様々な場面で、「死」という表現に代わる婉曲的な表現を用いる。親族の死には「不幸」などの表現が用いられることが多い。場面に応じて、「臨終」「物故」「亡くなる」などとも言う。又、「逝く」「逝去」「世を去る」「帰らぬ人となる」など「行ってそのまま帰らない」という言い方や、「土に帰る」など、様々な表現が用いられてきた。なお、「逝」の字義は「行ってそのまま帰らない」である。
日本では病院で入院患者が死亡すると、医師や看護師は死亡患者と同室だった他の入院患者に対して「〜さんはお帰りになりました」といった穏やかな表現をつかうことが多い。
「不幸」はそれ自体が死を意味する語だが、不幸な境遇や異常な状況下で死ぬことにも、当然のことながら多くの婉曲表現が用いられてきた。無念の死を「果てる」、空しい死を「朽ちる」、戦場での死を「散る」、旅先での死を「客死する」、さらにそれが辺鄙な地や思いがけない場所の場合は「行き倒れる」とも言った。内心では死んでしまえと思うような奴や、世間に害を成す悪人や罪人の死にさえ、日本人は「くたばる」という間接表現を使って「死」そのものを口にすること避けてきた。ただし、「万死に値する」といった表現もあり、程度問題である。

### チベット
チベットには『死者の書』があり、死後の世界でどう対処すればよいのか、それを読み学ぶ。チベットのある宗派では、人は病などで死期が近づくと家族からは離れて僧侶と2人きりで時を過ごすという。僧侶は枕元に座り、まさに死の時にどうすべきかを繰り返し説く。光が見えるので、迷わずその光の方向へ向かってまっすぐに進め、現世に残した家族に執着して立ち止まったりしてはいけない、と説くという。

### 現世的な身分の上下を重視した人々
現世での政治的な身分の上下に拘る者たちは、死の表現まで身分ごとに異なる表現を用いた。中国の古典の『礼記』曲礼篇によると、「天子の死を崩（ほう）と曰（い）ひ、諸侯は薨（こう）と曰ひ、大夫は卒（そつ）と曰ひ、士は不禄（ふろく）と曰ひ、庶人は死と曰ふ」とある。これにならい、日本でも古くから、王や女王および四位や五位の位階を持つ貴人の死を「卒去（そつきょ）」と言い、皇族や三位以上の公卿の死を「薨去（こうきょ）」、最高権力者である天皇や皇帝の死は「崩御（ほうぎょ）」や「登遐（とうか）」などとも表現してきたという。また、貴人が死ぬことは「身罷（みまか）る」、「お隠れになる」とも表現されてきた。
三国志の著者陳寿は、当時の歴史観で正統とされる魏の皇帝に対し「崩」の字を用い、異端とされた呉の皇帝は諸侯として「薨」の字を用いた。しかし自らが仕えた蜀の皇帝には、『尚書』において帝舜に用いられた「殂」の字を用いた。この字は「崩」に通じる。

## 死についての名言
- 「未だ生を知らず、焉んぞ死を知らん」「朝（あした）に道を聞かば夕べに死すとも可なり」（論語）
- 「死は人生の終末ではない 生涯の完成である」（マルティン・ルター）
- 「武士道というは、死ぬことと見付けたり」（葉隠）
- 「死に至る病とは、絶望のことである」（キェルケゴール）
- 「吾死スルトモ自由ハ死セン」[41]（「板垣死すとも自由は死せず」）（板垣退助）
- 「人は死ぬ。だが死は敗北ではない。」（ヘミングウェイ）
- 「戦士は死ぬ。だが、思想は死なない。」（フィデル・カストロ）